# Julius Wolff (författare)

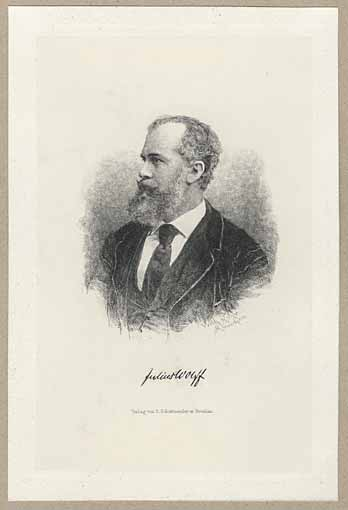
Julius Wolff, tecknad av Wilhelm Rohr.

Julius Wolff, född den 16 september 1834 i Quedlinburg, död den 3 juni 1910 i Charlottenburg, var en tysk skald.
Wolff bedrev universitetsstudier i Berlin och förestod, efter förvärvande av tekniska insikter, en fäderneärvd klädesfabrik till 1869. Sedan han 1869–1870 utgivit Die Harzzeitung, deltog han som lantvärnsofficer i kriget mot Frankrike 1870–1871 och bosatte sig därefter i Berlin (Charlottenburg), ägnande sig åt poetiskt författarskap. Wolff skrev först de friska dikterna Aus dem Felde (1871; 4:e upplagan 1896), övergick sedan till en efterapning av Scheffels historiskromantisk-patriotiska författarskap, som vann oerhörd popularitet och raskt hamnade i fullständig förflackning. 
Av sådant slag är Till Eulenspiegel redivivus (1874), Der Rattenfänger von Hameln. Eine Aventiure (1876; bearbetad för scenen med musik av Victor Ernst Nessler, 1879), Der wilde Jäger (1877), Tannhäuser (1880), Lurlei (1886) och Der fliegende Holländer (1892). Wolff skrev även ett stort antal romaner och teaterpjäser. Wolffs Sämmtliche Werke, med biografi av Joseph von Lauff, utkom 1912 ff. i 36 band. Han ägnades även en monografi av Julius Hart, Wolff und die moderne Minnepoesie (1882).